# Princes assistants au trône pontifical

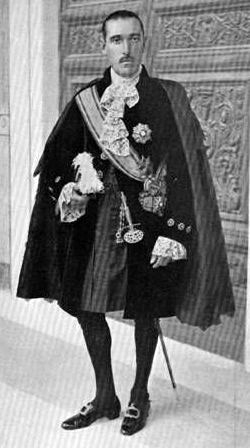
Le prince Marcantonio Colonna en tenue d'apparat (1920)

Les titres de princes assistants au trône pontifical  sont les plus hautes dignités, héréditaires jusqu'en 1968, accordées à des laïcs de la cour papale : les princes font donc partie de la curie romaine.  Les deux princes portant ce titre sont les chefs du nom des familles Colonna  et Orsini. Cette distinction remonte au XVIe siècle : elle a survécu à la réforme de la préfecture de la maison pontificale en 1968. À cet effet, le prince assistant du trône pontifical peut assister aux cérémonies papales à la droite du trône.
En 1958, les deux titulaires de la charge sont les suivants :
- le prince Don Alessandro Torlonia, prince Torlonia, prince de Fucin, de Canino et de Musignano,
- le prince Don Marcantonio Colonna, prince et duc de Paliano.

Le chef de la famille Colonna est l'un des princes adjoints depuis 1710. Le chef de la famille Torlonia est nommé comme étant l'autre prince assistant depuis 1958. De 1735 à 1958, c'était le chef de la famille Orsini qui exerçait la fonction de prince assistant. Mais en 1958, le pape Pie XII retire le titre à Filippo Orsini, en raison d'une liaison avec l'actrice Belinda Lee : le prince sera hospitalisé après s'être tranché les poignets.
En raison des nombreuses disputes entre les familles Torlonia et Orsini, Benoît XIII avait fixé l'alternance du titre entre les deux têtes des familles.
Leur rôle est lié à celui du doyen de la salle de l'antichambre du pape et de la chaise à porteurs pontificale.

## Sources
- Motu proprio Pontificalis domus de Paul VI (sur le site du Vatican en latin ou en italien)